# Holografický princip
Holografický princip je spekulativní dohad o teoriích kvantové gravitace, navržený Gerardem 't Hooftem a vylepšený Leonardem Susskindem, kteří tvrdí, že veškeré informace obsažené v objemu prostoru mohou být reprezentovány teorií fungující v hranici této oblasti. Jinými slovy, pokud máme místnost, můžeme modelovat všechny události uvnitř místnosti tím, že vytvoříme teorii, která bere v úvahu pouze to, co se děje ve stěnách místnosti. Holografický princip také tvrdí, že připadá jeden stupeň volnosti (nebo 1 Boltzmannova konstanta k jednotek maximální entropie) pro každé čtyři Planckovy oblasti v této teorii. To může být nazváno Bekensteinova vazba, {\displaystyle S\leq A/4}.

## Důvody pro holografický princip
Mějme nějakou konečnou, omezenou oblast prostoru (např. kouli). Tato oblast bude obsahovat hmotu a energii. Jestliže tato energie překročí kritickou hustotu, oblast zkolabuje do černé díry.
O černé díře se teoreticky ví, že má entropii, která je přímo úměrná povrchu jejího horizontu událostí. Černé díry jsou objekty s maximální entropií, takže entropie obsažená v dané oblasti prostoru nemůže být větší než entropie největší černé díry, která může vyplnit daný objem.
Horizont událostí černé díry obklopuje objem a hmotnější černé díry mají větší plochu horizontu událostí a obklopují větší objem prostoru. Nejhmotnější černá díra, která může vyplnit danou oblast je ta, jejíž horizont událostí přesně odpovídá hranicím dané oblasti.
Větší hmotnost znamená větší entropii. Proto maximální limit entropie pro jakoukoli běžnou oblast prostoru je přímo úměrná povrchu této oblasti, ne jeho objemu. To je pro fyziky neintuitivní, protože entropie je extenzivní proměnná, přímo úměrná hmotnosti, která je úměrná objemu.
Jestliže entropie obyčejné hmoty (ne černé díry) je také úměrná ploše, potom z toho vyplývá, že objem sám je nějakým způsobem iluzorní: že totiž hmota zabírá plochu, ne objem, a tudíž vesmír je ve skutečnosti hologram, který je isomorfický pro informaci, vtištěnou v jeho hranicích.

## Limit hustoty informací
Entropie, pokud o ní uvažujeme jako o informaci (viz informační entropie), může být měřena v bitech nebo natech.
Jeden bit je (ln 2) natů, a jeden nat odpovídá čtyřem Planckovým jednotkám. Celkové množství bitů odpovídá celkovému počtu stupňů volnosti hmoty/energie. Bity samotné zakódovávají informaci o stavech, které hmota/energie zaujímá.
V daném objemu existuje tedy horní limit hustoty informace o všech charakteristikách všech částic, které tvoří hmotu v tomto objemu, a to vnuká představu, že hmota sama nemůže být dělena do nekonečna. Spíše musí existovat konečná úroveň elementárních částic, tj. jestliže je částice složena z sub-částic, pak stupeň volnosti částice je produktem všech stupňů volnosti jejích sub-částic. Pokud by se tyto sub-částice dále dělily na sub-sub-částice atd. do nekonečna, pak by stupeň volnosti původní částice musel být nekonečný, což odporuje maximálnímu limitu hustoty entropie. Holografický princip tedy implikuje, že dělení částic musí na určité úrovni ustat, a tedy základní částice je jeden bit informace (1 nebo 0).

## Variace holografického principu
Existují variace holografického principu známé jako slabý a silný holografický princip.
Silný holografický princip
Silný holografický princip říká, že informace, kterou vnější pozorovatel může vyvodit z povrchu černé díry je přímo úměrná povrchové oblasti horizontu událostí. Silná verze holografického principu konstatuje, že pozorovatel vyvozuje informace z něčeho skrz jeho povrch, který funguje jako plátno, kterým je vidět skrz. Avšak částice, které obsahují informaci, jsou za stínítkem, na které svou informaci promítají.
Slabý holografický princip
Slabý holografický princip tvrdí, že všechna informace vstupující do horizontu událostí černé díry je zakódována v povrchu horizontu událostí této černé díry a je úměrná povrchové oblasti horizontu událostí. Na rozdíl od silné verze však slabý holografický princip tvrdí, že za stínítkem není žádná částice a že fyzikální procesy vesmíru mohou být úplně popsány stínítkem nebo povrchem, skrz který je informace pozorována.
Holografický princip souvisí s teorií superstrun.
Existuje i pokus odvodit přímo z holografického principu podobu "fundamentálních" fyzikálních zákonů, např. gravitačního. Gravitace pak v tomto chápání není základní interakcí, ale prostě důsledkem holografického uspořádání vesmíru (Aldebaran.cz, Sciencemag.cz).